# Abraham Wertheim

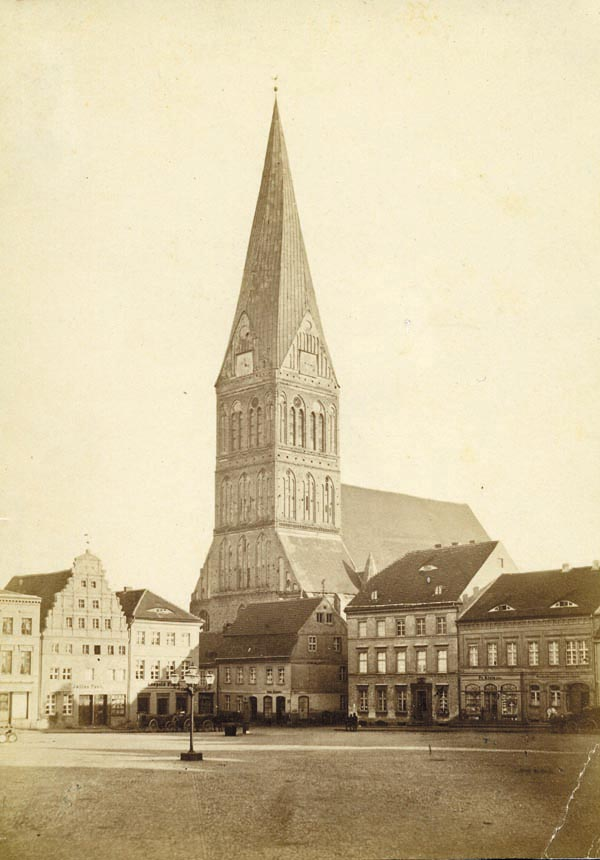
Anklamer Marktplatz um 1880 mit Nikolaikirche und dem Giebelhaus des Textilhändlers Bär Teppich (2.v.l.)

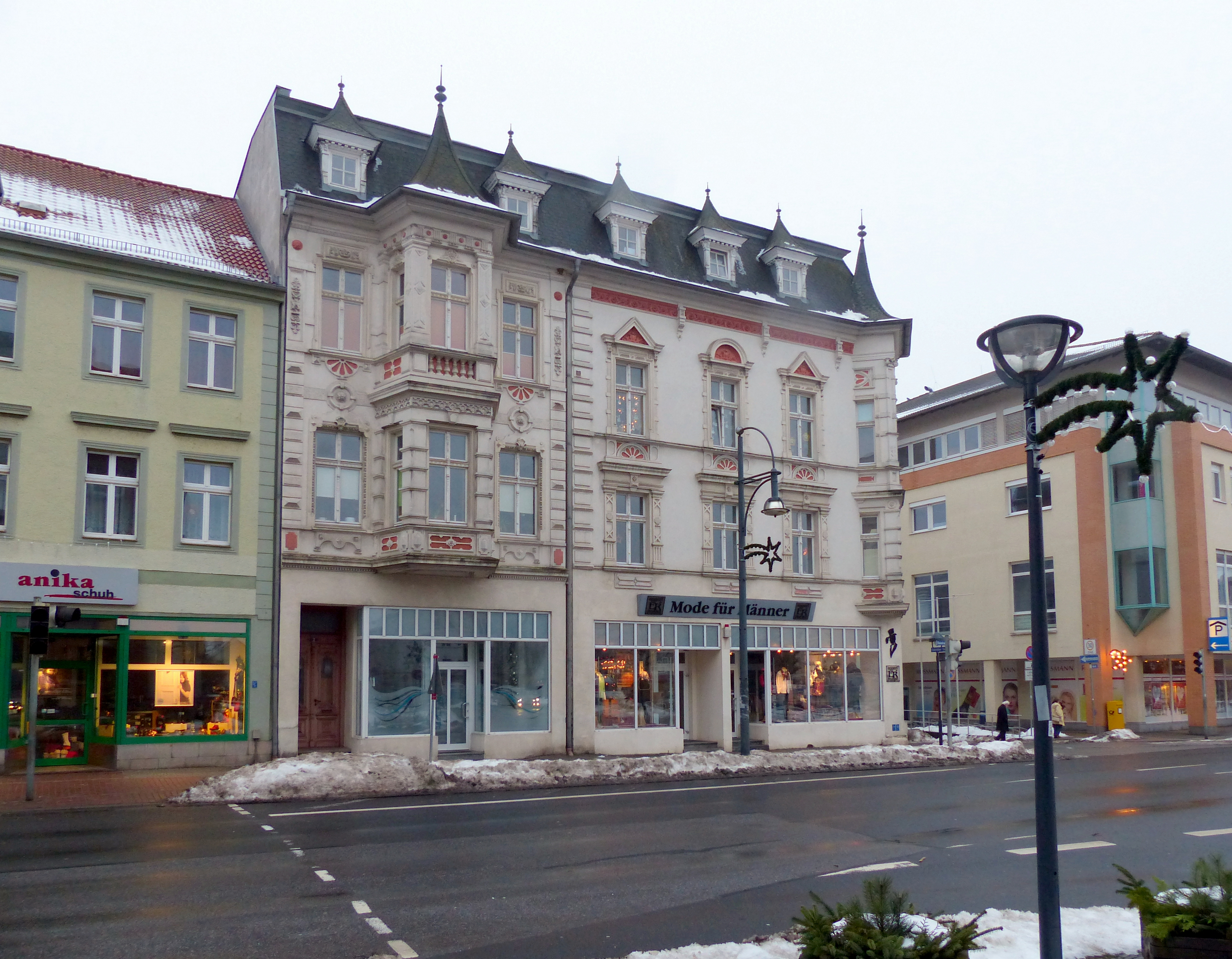
Steinstraße 1/2 (Anklam)

Abraham Wertheim (* 18. November 1819 in Anklam; † 3. Juli 1891 in Seelisberg/Schweiz) war ein jüdisch-deutscher Kaufmann. Er war der Gründer eines Geschäftes für Mode- und Manufakturwaren in Stralsund, aus dem seine Söhne den nach ihm benannten Warenhauskonzerns A. Wertheim schufen.

## Leben

### Anklam
Abraham war der Sohn des Kaufmanns Joseph Cohn aus Salzwedel. Joseph und sein Bruder Joel Cohn waren die ersten, die den Namen Wertheim als Familiennamen trugen. Ende 1817 zogen die Wertheim-Brüder in die pommersche Stadt Anklam und eröffneten in der Steinstraße 2, in Marktnähe, einen kleinen Laden. Bei ihrer Ankunft lebten bereits 33 Juden in Anklam, darunter der verschwägerte Textilhändler Bär Teppich, der ein Geschäft in einem vierstöckigen Giebelhaus am Markt 9 besaß.
Am 18. November 1819 brachte Freide Wertheim mit Abraham ihr viertes Kind zur Welt. Abraham besuchte die Stadtschule in der Schulstraße. Nach der Vollendung des 22. Lebensjahres schickte der Vater Abraham und dessen jüngeren Bruder Theodor zur Lehre ins viktorianische England, das gerade einen kapitalistischen Aufschwung erfuhr. Zehn Jahre später, 1851, kehrten die Brüder zur Beerdigung des Großvaters Lewin Cohn nach Anklam zurück und ließen sich in Stralsund in Neuvorpommern nieder.

### Stralsund
Am 15. April 1852 mieteten die Wertheim-Brüder in einem Mietshaus am Hafen einen Laden und eröffneten ein Manufaktur- und Modewarengeschäft. An Markttagen bespielte man auf dem Alten Markt einen Stand.
Am 17. April 1855 heiratete Abraham auf Vermittlung Ida Wolff (geboren am 22. Januar 1830), die Tochter des angesehenen Textilhändlers Wolf Loeser Wolff aus dem uckermärkischen Prenzlau. Sie bekamen sechs Söhne und drei Töchter, darunter den zweitgeborenen Sohn Georg Wertheim. Georg ging mit seinem älteren Bruder Hugo in die neue Reichshauptstadt Berlin, um dort am 13. Oktober 1872 eine kaufmännische Lehre im Textilgroßhandel seines Onkels (Wolff & Apolant) zu beginnen.
Auf Anregung des Onkels und mit Unterstützung ihrer beiden ältesten Söhne eröffneten Abraham und Ida Wertheim am 17. November 1875 in der Stralsunder Mühlenstraße 50, Ecke Mönchstraße, das erste Wertheim-Geschäft, die Keimzelle des späteren Konzerns. Beim Verkaufsraum handelte es sich um ein abgetrenntes Zimmer der elterlichen Wohnung.
Schon bald belebte eine ebenso innovative Konkurrenz das Geschäft in Stralsund. Am 14. August 1879 eröffnete der Kaufmann Leonhard Tietz, aus Frankfurt (Oder) kommend, in der Ossenreyerstraße 31 ein „Garn-, Knopf, Posamentier- und Woll-Waren-Geschäft en gros & en détail“. Das war die Geburtsstunde der Leonhard Tietz AG, des späteren Warenhauskonzerns Kaufhof.
Bereits 1880 konnte Abraham Wertheim ein stattliches Wohn- und Geschäftshaus in der Mühlenstraße 56, am Alten Markt, erwerben. Auf dem Ladenschild über den Schaufenstern stand erstmals in Großbuchstaben „A. Wertheim“.
Am 23. Januar 1883 starb der erstgeborene Sohn Hugo während einer Erholungsreise nach Italien im Alter von 27 Jahren an Tuberkulose.

### Berlin

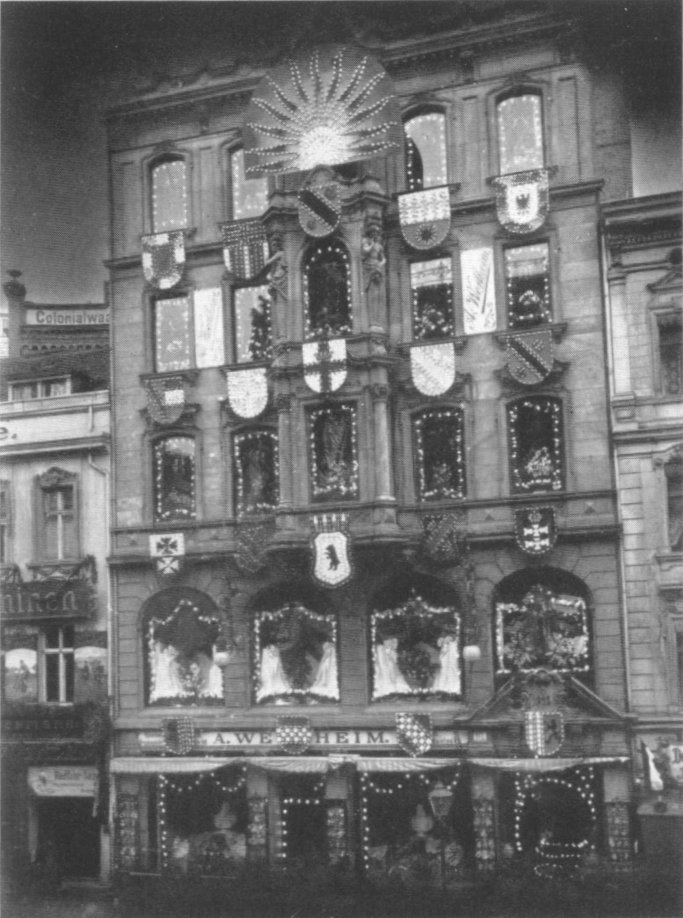
Warenhaus A. Wertheim in der Leipziger Straße 111

Am 1. April 1883 eröffnete der Sohn Georg Wertheim in Rostock die erste Filiale von „A. Wertheim“. Das Geschäft befand sich in der Kröpeliner Straße 56, in der Haupteinkaufsstraße der historischen Altstadt.
Am 1. Oktober 1885 expandierte Georg Wertheim nach Berlin und eröffnete in der Rosenthaler Straße 27 eine weitere Filiale unter den Firmennamen „A. Wertheim“. Im Dreikaiserjahr 1888 zogen Abraham und Ida Wertheim ebenfalls von Stralsund nach Berlin, in den Tiergarten, Brückenallee 36. Abraham wurde Mitglied der jüdischen Reformgemeinde, die über einen eigenen Tempel in der Johannisstraße verfügte.
Am 31. März 1890 eröffneten die Brüder Wertheim in der Oranienstraße 149/150 unweit des Moritzplatzes ein weiteres kleines Geschäft mit dem Firmenschild „A. Wertheim“.
Abraham Wertheim starb 1891 während einer Erholungsreise in der Schweiz. Er ist auf dem Jüdischen Friedhof in Berlin-Weißensee beerdigt.

## Familie
Abraham Wertheim hinterließ seine Witwe Ida Wertheim, die am 19. Dezember 1918 an der Spanischen Grippe erkrankte und verstarb, sowie die Kinder Georg, Wilhelm (1859–1934), Hedwig (1860–1921), Helene (1862–1941), Franz (1863–1933) und Wolff (1867–1940).